# 三中街街道
三中街街道，是中华人民共和国内蒙古自治区赤峰市红山区下辖的一个乡镇级行政单位。

## 行政区划
三中街街道下辖以下地区：
一中街社区、二中街社区、三中街社区、四中街社区、五中街社区和兴隆街社区。